# Poon Pak Yan
Poon Pak Yan (* 2. Januar 1990) ist eine ehemalige Leichtathletin aus Hongkong.

## Sportliche Laufbahn
Erste internationale Erfahrungen sammelte Poon Pak Yan im Jahr 2011, als sie bei den Asienmeisterschaften in Kōbe im 100-Meter-Hürdenlauf ihr Rennen nicht beenden konnte und mit der Hongkonger 4-mal-100-Meter-Staffel in 46,61 s den vierten Platz belegte. Anschließend nahm sie an der Sommer-Universiade in Shenzhen teil und schied dort im Hürdensprint mit 16,61 s in der ersten Runde aus und verpasste auch mit der Staffel mit 45,50 s den Finaleinzug. Dank einer Wildcard konnte sie daraufhin im Hürdenlauf bei den Weltmeisterschaften in Daegu starten, schied dort aber mit 14,04 s in der ersten Runde aus. Im Jahr darauf stellte sie in den Vereinigten Staaten einen neuen Landesrekord im Hallenfünfkampf auf, beendete dann aber im Juni ihre aktive sportliche Karriere im Alter von 22 Jahren.

## Persönliche Bestleistungen
- 100 m Hürden: 13,92 s (+1,2 m/s), 3. April 2011 in Hongkong
  - 60 m Hürden (Halle): 9,04 s, 20. Januar 2012 in Newport News
  - Fünfkampf (Halle): 3129 Punkte, 20. Januar 2012 in Newport News (Hongkonger Rekord)